# Atheta centropunctata
Atheta centropunctata är en skalbaggsart som beskrevs av Max Bernhauer 1909. Atheta centropunctata ingår i släktet Atheta och familjen kortvingar. Inga underarter finns listade i Catalogue of Life.